# Bucov
Bucov é uma comuna romena localizada no distrito de Prahova, na região de Muntênia. A comuna possui uma área de 49.03 km² e sua população era de 10755 habitantes segundo o censo de 2007.